# Aramis Bar
Aramis Bar, född 23 april 2016 i Italien, död 10 maj 2021 i Sverige, var en italiensk varmblodig travhäst. Han tränades och kördes av Björn Goop.
Aramis Bar tävlade åren 2018–2021. Han sprang in 1,7 miljoner kronor på 25 starter varav 10 segrar, 3 andraplatser och 1 tredjeplats. Han tog karriärens största segrar i Norrlands Grand Prix (2020) och Ragnar Thorngrens Minne (2020). Han kom även på fjärdeplats i Italienska Derbyt (2020).